# Pseudolymphom
Ein Pseudolymphom ist eine durch exogenen Reiz (Fremdkörper, Medikamente, Zeckenbiss) ausgelöste, bei Wegfall des Reizes sich in der Regel spontan zurückbildende gutartige (benigne) Lymphknotenvergrößerung, die klinisch ein malignes Lymphom simulieren kann. 
Pseudolymphome werden unterteilt in:
- B-Zell-Pseudolymphome (zum Beispiel Bäfverstedt-Syndrom, Borreliose)
- T-Zell-Pseudolymphome (zum Beispiel Arzneimittelreaktion, Hautparasiten, Kimura-Krankheit, Pautrier-Woringer-Syndrom)